# Harm Beyer
Harm Beyer (* 28. Juni 1936 in Hamburg; † 24. Februar 2018 ebenda) war ein deutscher Richter und Schwimmsportfunktionär.

## Leben
Harm Beyer, Sohn von Ilse Beyer, geborene Wehnert, und des Studienrats Willi Beyer, wurde am 28. Juni 1936 in Hamburg geboren. Aufgewachsen ist er im Karolinenviertel. Lehrer, wie seine beiden Eltern, wollte er nicht werden, vielmehr strebte er eine Juristenkarriere an. Von 1956 bis 1960 studierte er Rechtswissenschaft an den Universitäten Hamburg und Tübingen. Seine Staatsexamen legte er 1960 und 1964 ab. Ab Frühjahr 1965 war er Richter am Amtsgericht Hamburg (Abteilung für Strafsachen). Als er 2001 aus dem Dienst schied, bekleidete er dort die Position des Aufsichtsführenden Richters.
Der junge Wassersportler Beyer begann sich im Alter von 18 Jahren auch ehrenamtlich im Vereinswesen zu engagieren. Später wurde er Jugendleiter des Hamburger Schwimm-Verbandes und trat 1966 dem Jugendausschuss des Deutschen Schwimmverbands (DSV) bei. 1969 wurde er Vorsitzender des Hamburger Schwimm-Verbandes und 1975 Vize-Präsident des Deutschen Schwimm-Verbandes, der damals noch in München residierte. 1977 wurde er an die Spitze des Verbandes gewählt. Das Amt des Präsidenten übte Beyer bis 1987 aus. In seine Amtszeit fielen unter anderem die Schwimmweltmeisterschaften 1978 in West-Berlin sowie das 1986 in Bonn begangene 100-jährige DSV-Jubiläum. Anlässlich der Jubiläumsfeierlichkeiten tagten der Weltschwimmverband FINA und der Europäische Verband Ligue Européenne de Natation (LEN) in Bonn. Letzterer erteilte Deutschland den Zuschlag für die Ausrichtung der 19. Europameisterschaften 1989. Beyer erkoren die Delegierten zum Schatzmeister des LEN-Bureaus. Beyer blieb bis 1994 in diesem Amt. Außerdem fungierte er von 1992 bis 1998 als Generalsekretär. Insgesamt war er 20 Jahre im Europäischen Schwimmverband aktiv. 1992 war er ein Anwärter auf das Amt des Vorsitzenden des Nationalen Olympischen Komitees für Deutschland, zog seine Kandidatur Mitte Oktober 1992 aber zurück. Daneben gehörte er von 1984 bis 1996 dem Präsidium der FINA an. Im Anschluss leitete er als Vorsitzender des Doping-Panels das Dopinggericht des Weltschwimmverbandes. Einen weiteren großen Moment im Funktionärsdasein des Harm Beyer bildeten die Europameisterschaften 2002 in Berlin, die er als Chef des Organisationskomitees verantwortete.

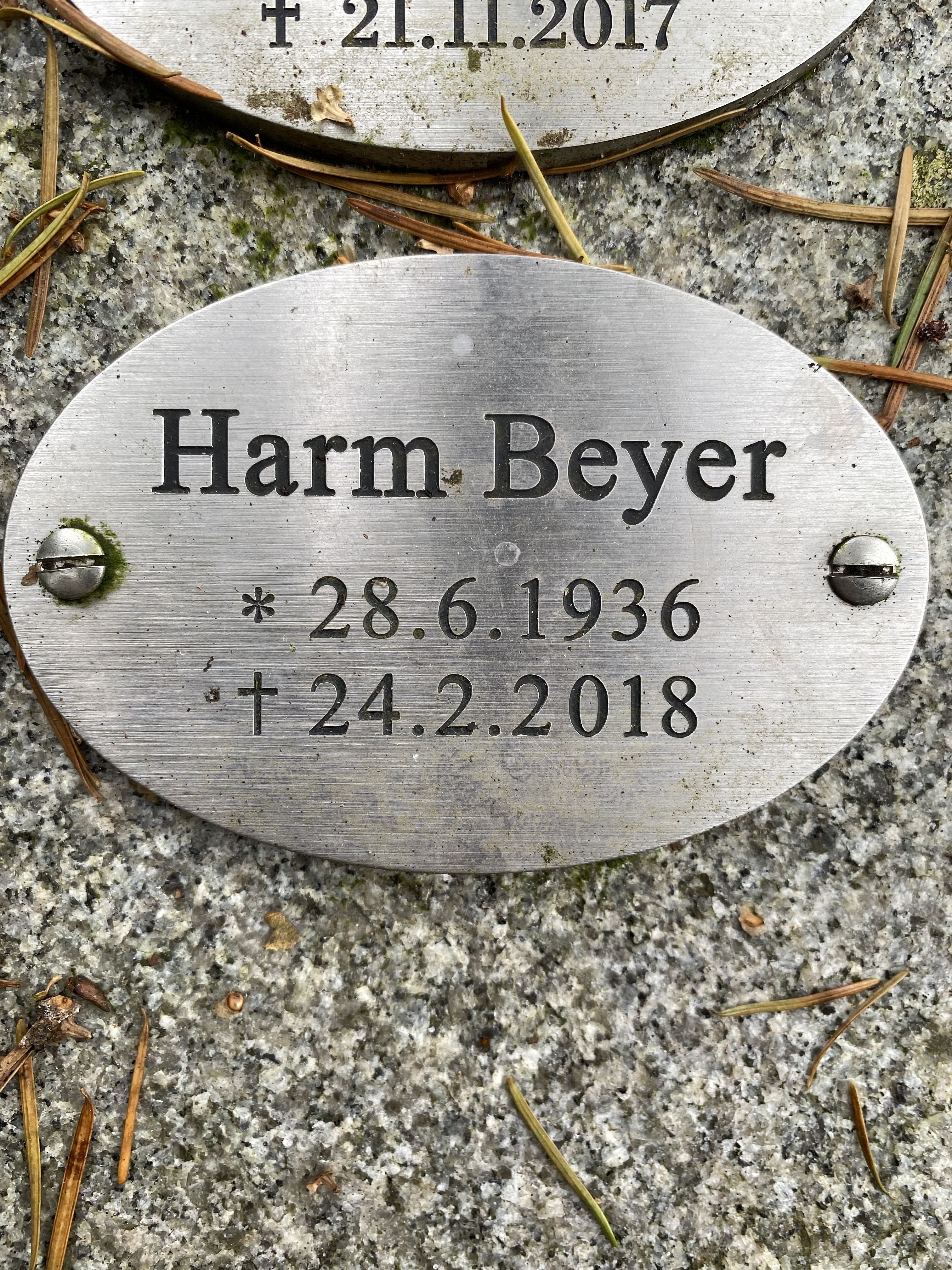
Gedenkplakette für Harm Beyer im Ruhewald am Prökelmoor auf dem Friedhof Ohlsdorf

Der am 24. Februar 2018 Verstorbene hinterließ seine Ehefrau Ellen Beyer, geborene Richter, die er 1962 geheiratet hatte, und die Töchter Britta und Kirsten. Er wurde halbanonym auf dem Hamburger Friedhof Ohlsdorf im Ruhewald am Prökelmoor beigesetzt.

## Verdienste und Kontroversen
Harm Beyer war „einer breiten Öffentlichkeit als einer der höchsten deutschen Sportfunktionäre bekannt geworden“. Er prägte über zwei Dekaden hinweg den deutschen und internationalen Schwimmsport wie kaum ein anderer.
Im Kondolenzschreiben der LEN heißt es:

“Such a devoted and hard-working figure, a man who dedicated so much of his life to the Aquatic World, he will be strongly missed and remembered, for his activity in LEN and at the German Swimming movement. […] He led the so-called Structure Committee which had laid down the fundaments of the current organisation of LEN, transforming our federation into a modern governing body in the world of sport.”

„Solch eine hingebungsvolle und hart arbeitende Persönlichkeit, ein Mann, der dem Wassersport so viel Lebenszeit gewidmet hat, wird aufgrund seines Einsatzes von der LEN und der deutschen Schwimmbewegung sehr vermisst werden und in Erinnerung bleiben. [...] Er leitete das sogenannte Strukturkomitee, das die Grundlagen der gegenwärtigen Organisation der LEN gelegt und unseren Verband zu einem modernen Regierungsorgan in der Sportwelt gemacht hat.“

Dem überschwänglichen Lob steht allerdings auch harsche Kritik gegenüber. Dagmar Hase warf nach ihrem Olympiasieg 1992 in Barcelona Beyer vor, er betreibe ein doppeltes Spiel, da er eigentlich für die Doping-Bekämpfung da sei, jedoch die dopenden Athleten schütze und sich darüber hinaus öffentlich für die Freigabe von Dopingmitteln ausspreche. Der Angegriffene trat zwar daraufhin zurück, gab aber an, es sei seine Absicht gewesen, Doping konsequent zu verfolgen, der Schlingerkurs der Verbandsführung habe ihn jedoch daran gehindert. Nur kurze Zeit später propagierte Beyer unverhohlen die kontrollierte Abgabe leistungsfördernder Präparate, weil ohnehin auf der ganzen Welt gedopt werde.
Auch Jahre später machte er in dieser Hinsicht von sich reden. Seine Feststellung, die Ideale von Coubertin und Jahn würden nicht mehr gelten und man müsse nun die vorhandenen Möglichkeiten organisiert ausschöpfen, um ein unübertreffbares Athleten-Potential zu schaffen, bewertet Klaus Blume in seinem Buch Die Doping-Republik als inhaltlich und sprachlich dem Dritten Reich oder der DDR nahe. Beyer musste 2009 schließlich auch seinen Posten im Doping-Panel der FINA räumen.